# Derecho cooperativo
El Derecho Cooperativo es una rama del Derecho que trata específicamente del cooperativismo. Es un Derecho que se basa en la mutualidad y en el sentido de la participación para un fin social.

## Características

### En Uruguay
Existen diferentes tipos de Cooperativismo: el de Cooperativas de Consumo; Cooperativas Agrarias, Cooperativas de Crédito,  de Cooperativas de Vivienda y dentro de estas las de propietarios y las de uso y goce, pueden ser Cooperativas de Trabajo y todas ellas se enmarcan en la ley 18407.
En Uruguay, existen varias instituciones de Derecho Cooperativo; surgió con los movimientos sociales, de trabajadores etc, pero se basó en el modelo de Rochdale.
Las cooperativas pueden ser de primer, segundo u ulterior grado y en ellas la principal diferencia es la integración, en las de primer grado se integran por personas físicas y en las de segundo o ulterior grado se integran por personas jurídicas, que serán representadas por personas físicas.
La regulación específica se realizó mediante un Decreto del Poder Ejecutivo que establece pautas sobre los puntos que podían generar dudas.,
En la Facultad de Derecho de la Universidad de la República existe una asignatura opcional Derecho Cooperativo, en la carrera Doctor en Derecho y Ciencias Sociales, dicho curso se encuentra a cargo del Prof. Marcelo Amorín